# フェアリーズ
フェアリーズ（Fairies）は、日本の7人組女性ダンス&ボーカルグループ。ライジングプロダクション所属。レーベルはSONIC GROOVE。2020年6月に活動を停止した。

## 概要
「海外で勝負していける世界に通用する実力派グループ」をコンセプトに、安室奈美恵、MAX、SPEED等を輩出したライジングプロダクションが手掛けたグループである。メンバーは提携する全国13地域のダンススクールに通う100人以上の候補者から選ばれた。
デビューの3か月前から都内の寮で共同生活を送り、全員が同じ学校に通っていた。
グループ名は『スッキリ!!』（日本テレビ）の特別企画で一般公募され「踊っている姿がまるで妖精達が舞っているようだった」という理由からFairiesに決まった。当初はアルファベット表記のFairiesがメインだったが、清村が活動を停止した2013年2月頃から片仮名表記のフェアリーズに変更された。なお、グループ名表記の変更について公式な発表はなかった。
ダンスは牧野アンナが講師を務めた。伊藤と下村はフェアリーズ結成以前からの教え子である。DA PUMPのKENZOもダンスの指導や振付などを行っている。
メンバーカラーを意識した衣装もあるが、色分けがないものが多い。

### Mスリー
Mスリーは、Miki（下村）、Miria（藤田）、Mahiro（林田）による派生ユニット。3人とも1998年生まれで同学年である。

## 略歴
2011年7月27日にグループの結成が発表され、『スッキリ!!』内のコーナーでデビューまでの2か月に密着した「アイドルの作り方教えます!」が放送された。9月にデビューシングル『More Kiss/Song for You』を発売。10月にはニッポン放送で『FairiesのFly to the World』の放送が始まった。また、この年の第53回日本レコード大賞では最優秀新人賞を受賞した。
2012年にはテレビ東京で『原宿キラキラ学院』が放送された。
2013年1月に清村が活動を停止、6人体制となる。3月にはMスリーがシングル『夢見るダンシングドール』を発売。
2014年3月にワンマンライブ『フェアリーズLIVE -Fairies First-』を赤坂BLITZで開催したのち、1枚目のアルバム『Fairies』を発売。 7月には伊藤がシングル『Poker Face』を発売した。また、8月にはライブツアー『フェアリーズ LIVE TOUR 2014 -Summer Party-』を東名阪で開催した。
2015年11月に発売された12枚目のシングル『Mr.Platonic』ではカップリングに各メンバーのソロ曲が収録された。
2017年1月に藤田が脱退、5人体制となる。
2018年2月に発売した16枚目のシングル『HEY HEY 〜Light Me Up〜』がオリコン週間ランキングで2位を獲得。6月には2ndアルバム『JUKEBOX』を発売したのち、ライブツアー『フェアリーズ LIVE TOUR 2018 〜JUKEBOX〜』のファイナル公演をTOKYO DOME CITY HALLで開催した。
2020年6月に野元、林田、井上がライジングプロダクションとの契約を終了し、伊藤と下村が個人で活動していくことが発表され、フェアリーズとしての活動を停止した。井上は2022年7月に「小湊よつ葉」名義でSODクリエイトからAVデビューを果たし、芸能界に復帰している。
2021年6月、下村が事務所を退社し芸能界を引退した。
2022年7月1日、伊藤が所属していた芸能事務所ライジングプロダクションを退社することを発表した。これにより元メンバー全員が同事務所を退社した。

## メンバー
活動停止時のメンバー
| 名前                       | 生年月日（活動時年齢）      | 出身地   | カラー | 備考                                                         |
| -------------------------- | --------------------------- | -------- | ------ | ------------------------------------------------------------ |
| 伊藤萌々香 いとう ももか   | 1997年12月15日（13 - 22歳） | 埼玉県   | 赤     | メインボーカル 2014年7月ソロデビュー                         |
| 下村実生 しもむら みき     | 1998年10月22日（12 - 21歳） | 東京都   | ピンク | 元CUTiEレギュラーモデル 元Seventeen専属モデル                |
| 野元空 のもと そら         | 1997年11月9日（13 - 22歳）  | 鹿児島県 | 青     | 元「LAXYS」キッズダンサー （UK B-Boy Championships本選出場） |
| 林田真尋 はやしだ まひろ   | 1998年5月7日（13 - 22歳）   | 兵庫県   | 黄色   | ピクトリンク公式ユーザーYouplus（ユープラス）の元メンバー    |
| 井上理香子 いのうえ りかこ | 1996年5月29日（15 - 24歳）  | 長崎県   | 紫     | 「小湊よつ葉」名義で2022年AVデビュー                         |

### 旧メンバー
| 名前                     | 生年月日（活動時年齢）     | 出身地 | カラー   | 卒業・脱退 | 備考                                                               |
| ------------------------ | -------------------------- | ------ | -------- | ---------- | ------------------------------------------------------------------ |
| 清村川音 きよむら かわね | 1998年6月2日（13 - 14歳）  | 熊本県 | 緑       | 2013年1月  |                                                                    |
| 藤田みりあ ふじた みりあ | 1998年6月15日（13 - 18歳） | 大阪府 | オレンジ | 2017年1月  | 元ニコ☆プチ専属モデル 元NEXT GENERATION 後にミス明治学院（2018年） |

## 作品
順位はオリコン週間ランキング最高位。

### シングル
| #            | 発売日         | タイトル                            | 順位    | 備考    |         |
| Fairies      | Fairies        | Fairies                             | Fairies | Fairies | Fairies |
| ------------ | -------------- | ----------------------------------- | ------- | ------- | ------- |
| 1            | 2011年9月21日  | More Kiss/ Song for You             | 11位    | 7名     |         |
| 2            | 2011年12月21日 | HERO/ Sweet Jewel                   | 09位    | 7名     |         |
| 3            | 2012年4月4日   | Beat Generation/ No More Distance   | 05位    | 7名     |         |
| 4            | 2012年7月25日  | Tweet Dream/ Sparkle                | 09位    | 7名     |         |
| 5            | 2012年11月14日 | White Angel                         | 05位    | 7名     |         |
| フェアリーズ |                |                                     |         |         |         |
| 6            | 2013年7月24日  | 光の果てに                          | 06位    | 6名     |         |
| 7            | 2014年2月19日  | Run With U                          | 08位    | 6名     |         |
| 8            | 2014年5月28日  | Super Hero/ Love Me, Love You More. | 10位    | 6名     |         |
| 9            | 2014年9月3日   | BLING BLING MY LOVE                 | 11位    | 6名     |         |
| 10           | 2015年3月25日  | Kiss Me Babe/ ひらり                | 05位    | 6名     |         |
| 11           | 2015年7月15日  | 相思相愛☆destination                | 05位    | 6名     |         |
| 12           | 2015年11月18日 | Mr.Platonic                         | 06位    | 6名     |         |
| 13           | 2016年8月10日  | クロスロード                        | 03位    | 6名     |         |
| 14           | 2017年3月1日   | Synchronized 〜シンクロ〜           | 04位    | 5名     |         |
| 15           | 2017年7月5日   | 恋のロードショー                    | 06位    | 5名     |         |
| 16           | 2018年2月28日  | HEY HEY 〜Light Me Up〜             | 02位    | 5名     |         |
| 17           | 2019年7月17日  | Metropolis〜メトロポリス〜          | 06位    | 5名     |         |

#### Mスリー
| # | 発売日        | タイトル               | 順位 |
| - | ------------- | ---------------------- | ---- |
| 1 | 2013年3月27日 | 夢見るダンシングドール | 08位 |
| 2 | 2014年7月30日 | Your Love              | 16位 |

#### 伊藤萌々香
| # | 発売日        | タイトル   | 順位 |
| - | ------------- | ---------- | ---- |
| 1 | 2014年7月23日 | Poker Face | 16位 |

### アルバム
| # | 発売日        | タイトル | 順位 |
| - | ------------- | -------- | ---- |
| 1 | 2014年3月26日 | Fairies  | 14位 |
| 2 | 2018年6月20日 | JUKEBOX  | 04位 |

### 映像作品
| # | 発売日         | タイトル                                            |
| - | -------------- | --------------------------------------------------- |
| 1 | 2014年12月10日 | フェアリーズ LIVE TOUR 2014 - Summer Party -        |
| 2 | 2016年3月9日   | フェアリーズ LIVE TOUR 2015 -Kiss Me Babe-/-PUZZLE- |
| 3 | 2017年10月11日 | フェアリーズ LIVE TOUR 2017 -Fairytale-             |
| 4 | 2018年9月19日  | フェアリーズLIVE TOUR 2018 〜JUKEBOX〜              |
| 5 | 2019年11月6日  | フェアリーズLIVE TOUR 2019 -ALL FOR YOU-            |

### タイアップ
| 楽曲                      | タイアップ                                                                                             | 備考        |
| ------------------------- | --- | ----------- |
| More Kiss                 | テレビ朝日「プロマーシャル」タイアップソング                                                           |             |
| HERO                      | Fairies表参道イルミネーション2011公式ソング                                                            |             |
| Sweet Jewel               | ニッポン放送「第37回ラジオ・チャリティー・ミュージックソン」チャリティー募金イメージソング             |             |
| Beat Generation           | アシックス商事「TIGON LazerBeam」イメージソング                                                        |             |
| Tweet Dream               | 早稲田アカデミー「サッカー2012」篇CMソング                                                             |             |
| White Angel               | TBSテレビ系『イカさま☆タコさま』エンディングテーマ                                                     |             |
| 夢見るダンシングドール    | TBSテレビ系『アッコにおまかせ!』エンディングテーマ                                                     | Mスリー     |
| 光の果てに                | テレビ東京系アニメ『ジュエルペット ハッピネス』オープニング、エンディングテーマ                        |             |
| エール                    | アシックス商事『TIGON LazerBeam』CMソング                                                              |             |
| Run with U                | 早稲田アカデミー「アメフト」篇CMソング                                                                 |             |
| Run with U                | テレビ東京系アニメ『ジュエルペット ハッピネス』オープニングテーマ                                      |             |
| Run with U                | テレビ東京系アニメ『レディ ジュエルペット』エンディングテーマ                                          |             |
| Super Hero                | フジテレビ系『ウチくる!?』エンディングテーマ                                                           |             |
| Love Me, Love You More.   | 映画『劇場版 ゆうとくんがいく』主題歌                                                                  |             |
| Your Love                 | テレビ東京系アニメ『レディ ジュエルペット』オープニングテーマ                                          | Mスリー     |
| BLING BLING MY LOVE       | TBSテレビ系『COUNT DOWN TV』8月度オープニングテーマ                                                    |             |
| Mr.Platonic               | TBSテレビ系『アッコにおまかせ!』2015年10月 - 12月エンディングテーマ 第31回東日本女子駅伝大会応援ソング |             |
| クロスロード              | フジテレビ系『ウチくる!?』エンディングテーマ                                                           |             |
| Synchronized 〜シンクロ〜 | 日本テレビ系『バズリズム』3月度エンディングテーマ                                                      |             |
| 恋のロードショー          | フジテレビ系『ウチくる!?』2017年6月・7月エンディングテーマ                                             |             |
| HEY HEY 〜Light Me Up〜   | TBSテレビ系『COUNT DOWN TV』2018年2月・3月オープニングテーマ                                           |             |
| Bangin'                   | フジテレビ系『なりゆき街道旅』エンディングテーマ                                                       | 『JUKEBOX』 |

## 出演

### テレビ
- スッキリ!!（2011年7月27日 - 8月31日、日本テレビ） - 毎週水曜日に番組内にて、デビューまでの2か月に密着した「アイドルの作り方教えます!」という連続企画が組まれた。8月31日にはスタジオに生出演し、「More Kiss」と「Song for You」をメドレーで披露した。
- うたなび!「Fairiesパーク」（2011年10月 - 2012年3月、全国12局ネット） - コーナーレギュラー
- 原宿キラキラ学院（2012年4月1日 - 9月30日、テレビ東京）
- 爆笑学園ナセバナ〜ル!（2012年10月9日 - 2013年2月26日、MBSテレビ制作・TBSテレビ系列）

### ラジオ
- FairiesのFly to the World（2011年10月7日 - 2016年3月26日、ニッポン放送）[29]
- Fairiesのオールナイトニッポンモバイル（2012年3月21日・28日・4月21日、ニッポン放送）[30]

### CM
- テレビ朝日「プロマーシャル」（2011年）[31][32]
- アシックス商事「TIGON LazerBeam」（2012年）[33]

### イメージキャラクター
- Fairies表参道イルミネーション2011（2011年、表参道イルミネーション実行委員会） - 初代イメージキャラクター[34][28]
- 第37回ラジオ・チャリティー・ミュージックソン 愛の募金隊（2011年12月24日・25日、ニッポン放送ほか）[35]

### ネット配信
- 3分フェアリーズ（2012年6月12日 - 2015年2月28日、OPEN CAST） - 公式有料動画配信サイト[36]
- 放課後フェアリーズ（2014年4月18日 - 2015年3月7日、ニコニコ生放送） - 月に1回のレギュラー放送[37]
- フェアリーズなんです!!!!!（2017年1月11日 - 2018年3月28日、生テレ） - 毎週水曜日、メンバーが週代わりで2人ずつ登場[38]

## ライブ
- フェアリーズ LIVE（2014年2月15日、新宿村LIVE）
- フェアリーズ LIVE -Fairies First-（2014年3月16日、赤坂BLITZ）[13]
- フェアリーズ LIVE TOUR 2014 -Summer Party-（2014年8月9日・17日・30日、東京・大阪・名古屋）
- フェアリーズ LIVE TOUR 2015 -Kiss Me Babe-（2015年3月14日・15日・21日、名古屋・大阪・東京／5月10日、東京追加公演）
- フェアリーズ LIVE TOUR 2015 -PUZZLE-（2015年11月7日・22日、12月26日、名古屋・大阪・千葉）
- フェアリーズ LIVE TOUR 2016 -Answer-（2016年5月5日・21日・22日、千葉・名古屋・大阪／7月9日、千葉追加公演）[39]
- フェアリーズ LIVE 2017 -Synchronized-（2017年2月19日、Zepp Tokyo）
- フェアリーズ LIVE TOUR 2017 -Fairytale-（2017年5月3日・6日・14日、千葉・名古屋・大阪）
- フェアリーズ LIVE TOUR 2017 -STAR-（2017年11月18日・23日、12月3日、名古屋・大阪・東京）
- フェアリーズ LIVE TOUR 2018 〜JUKEBOX〜（2018年5月26日・27日、6月2日・24日、名古屋・大阪・福岡・東京）[17]
- フェアリーズ LIVE TOUR 2019 -ALL FOR YOU-（2019年6月8日・15日・16日、7月14日・15日、東京・名古屋・大阪・広島・福岡）

## 書籍

### 雑誌
- CD&DLでーた2011年10月号「FairiesのDear☆You!」（2011年、エンターブレイン）[40]

### 漫画
- マーガレット「ユメノトビラ-Dance with Fairies-」（2012年、集英社）[41][42]

## 受賞歴
2011年
- 第53回日本レコード大賞 - 最優秀新人賞
- 第44回日本有線大賞 - 新人賞

2012年
- 第54回日本レコード大賞 - 優秀作品賞
- 第45回日本有線大賞 - 優秀賞

## 来歴
2011年
- 7月27日、ヴィジョンファクトリー（現ライジングプロダクション）から女子中学生7人による新グループの結成が発表され、同日放送の日本テレビ系列『スッキリ!!』でグループ名を一般公募した[43]。8月3日にはFairiesに決まったことが発表された。
- 8月16日 - 28日、イオンモール太田を皮切りに、ラゾーナ川崎プラザ、イオンモール鶴見リーファ、イオンモールむさし村山ミューの計4か所でお披露目イベントを開催した。
- 8月23日、デビューシングル発売に先駆けてレコチョクで先行配信を開始した「More Kiss」がレコチョク着うたデイリーランキングで4位を記録した[44]。
- 9月21日、デビューシングル「More Kiss/Song for You」を発売。
- 10月7日、ニッポン放送で初の冠番組『FairiesのFly to the World』の放送が始まった[45]。
- 10月12日、藤田がダンスレッスン中に右足首を骨折、全治2か月の重傷を負った[46][47]。
- 11月26日、第44回日本有線大賞で新人賞を受賞[48]。
- 12月30日、第53回日本レコード大賞で最優秀新人賞を受賞した。平均年齢13.6歳での受賞は、2007年の℃-uteと並ぶ史上最年少タイ記録となった[49]。

2012年
- 4月1日 - 9月30日、テレビ東京で初のレギュラー番組『原宿キラキラ学院』を放送[10]。

2013年
- 1月17日、清村が学業に専念するためにフェアリーズとしての活動を停止し、ブログ・Twitterなどを一旦終了することが発表された[50]。
- 3月27日、Mスリーが1stシングル「夢見るダンシングドール」を発売[12]。

2014年
- 3月16日、ワンマンライブ『フェアリーズLIVE -Fairies First-』を赤坂BLITZで開催した[13]。
- 3月26日、1stアルバム『Fairies』を発売。
- 7月23日、伊藤がシングル「Poker Face」でソロデビュー。
- 7月30日、Mスリーが2ndシングル「Your Love」を発売。
- 8月9日 - 30日、初めてのライブツアー『フェアリーズ LIVE TOUR 2014 -Summer Party-』を東名阪で開催。全4公演で3,000人を動員した。
- 12月10日、ライブツアーの模様を収録した初の映像作品『フェアリーズ LIVE TOUR 2014 -Summer Party-』を発売。

2015年
- 3月14日 - 21日・5月10日（追加）、ライブツアー『Kiss Me Babe』を東名阪で開催。3月21日の東京公演ではファンとともに井上の高校卒業をサプライズで祝った[51]。
- 11月7日 - 12月26日、ライブツアー『PUZZLE』を3都市で開催。ツアーファイナルとなった舞浜アンフィシアター公演では過去最高となる2,100人を動員。

2016年
- 5月5日 - 22日・7月9日（追加）、ライブツアー『Answer』を3都市で開催。ツアー初日・追加公演を舞浜アンフィシアターで行い規模を拡大した[39]。
- 8月10日、13thシングル「クロスロード」を発売。オリコン週間シングルランキングで3位を獲得し、売り上げ枚数と共に自己最高を更新した[52]。本作では伊藤と下村の2ボーカルに挑戦した。

2017年
- 1月10日、藤田が学業を専念するためにフェアリーズの脱退と芸能界を引退することが発表された[15]。
- 2月19日、5人体制になって初のライブ『フェアリーズ LIVE 2017 -Synchronized-』を開催。
- 3月1日、5人体制初のシングル「Synchronized 〜シンクロ〜」を発売。
- 5月3日 - 14日、ライブツアー『Fairytale』を3都市で開催。
- 7月5日、シングル「恋のロードショー」を発売。フェアリーズ初となるVR盤も発売された。
- 11月8日 - 12月3日、ライブツアー『STAR』を東名阪で開催。ツアー最終日の東京公演で新曲「HEY HEY 〜Light Me Up〜」が初披露された。

2018年
- 2月28日、16thシングル「HEY HEY 〜Light Me Up〜」を発売。オリコン週間シングルランキングで自己最高を更新する2位を獲得。本作は90年代ユーロビートのVanessa「HEY HEY」を日本語カバーしたもので、大阪府立登美丘高等学校ダンス部の振付師akaneが初めてアーティストの振付を手掛けた[53]。
- 5月26日 - 6月24日、ライブツアー『JUKEBOX』を4都市で開催[17]。
- 6月20日、2ndアルバム『JUKEBOX』を発売。

2019年
- 6月8月 - 7月15日、ライブツアー『ALL FOR YOU』を5都市で開催。
- 7月17日、シングル「Metropolis〜メトロポリス〜」を発売。本作に収録される全3曲のミュージックビデオが制作された。

2020年
- 6月17日、野元、林田、井上がライジングプロダクションとの契約を終了し、フェアリーズとしての活動を終了することが発表された[54][55]。なお、今後の活動は未定としながら「グループは解散はしない」としている[18]。